# Криж Коранський
45°23′ пн. ш. 15°30′ сх. д. / 45.39° пн. ш. 15.50° сх. д.
Криж Коранський (хорв. Križ Koranski) — населений пункт у Хорватії, у Карловацькій жупанії у складі громади Барилович.

## Населення
Населення за даними перепису 2011 року становило 44 осіб.
Динаміка чисельності населення поселення: